# Cum se hrănește un măgar
Cum se hrănește un măgar (titlul original: în germană Wie füttert man einen Esel) este un film de comedie est-german, realizat în 1974 de regizorul Roland Oehme, protagoniști fiind actorii Manfred Krug, Karla Chadimová, Jana Gýrová și Rolf Hoppe. 

## Rezumat
Șoferul de cursă lungă Fred are numeroase aventuri amoroase de-a lungul drumurilor sale, pe care îi place să le reîmprospăteze mereu. Într-un traseu în Bulgaria, a fost implicat într-un accident la Praga, iar copilotul său Orje, care și-a înghițit muzicuța, a rămas pe dinafară. Ceha Jana îl face pe Fred să o ia în locul lui Orje. Îi place de Fred și se luptă cu camionul greu, doar-doar îi atrage atenția lui Fred asupra sa.
Dar Fred este mai interesat să „actualizeze” agenda lui stație de stație. Însă Janei nu îi lipsesc deloc ideile care să-l încurce pe Fred. Mânia lui față de Jana dispare cu încetul, iar la întoarcere, în patul fastuos al unui castel din Ungaria, se găsesc în cele din urmă unul pe altul.

## Distribuție
- Manfred Krug – Fred
- Karla Chadimová – Jana
- Jana Gýrová – Eva
- Hana Talpová – Věra
- Kati Bus – Erzsi
- Mária Štefanová – Angela
- Fred Delmare – Orje
- András Mész – Zoltán
- Marianne Wünscher – dna. din Düsseldorf
- Rolf Hoppe – profesorul
- Christel Bodenstein – soția profesorului
- Josef Hlinomaz – căpitanul pompier
- Míla Myslíková – dispecera
- Jiří Hálek – doctorul
- Jan Tříska – Pepi
- Ferenc Baracsi – ghidul muzeului
- Hannjo Hasse – un reprezentant
- Horst Papke – profesorul
- Petr Skarke – un milițian
- Gjon Delhusa – un autostopist

## Producție
În film, scenele care au fost filmate în locațiile originale, s-au implicat studiourile de film Barrandov din Praga, Ma-film Studio din Budapesta, Studiourile Buftea din București și Centrul de cinema Sofia.
Filmul Cum se hrănește un măgar a avut premiera pe 27 iunie 1974 pe scena în aer liber din Schwerin.
În film apar diverse formații, interludiile muzicale au loc independent de acțiunea filmului și au aproape caracterul unui videoclip muzical. Printre altele, criticii s-au plâns că „aparițiile unor formații rock individuale din țările est-europene […] au fost incluse neputincioase în acțiune”. Se pot auzi și vedea Klaus Renft Combo (Dar nu pot să înțeleg), Viktor Sodoma și „Shut up”, „Phoenix”, „Impuls 73” și grupul „Illés”. Günther Fischer a scris piesa de titlu care este interpretată de Manfred Krug.